# ستيلا تشونغ
ستيلا تشونغ هي مغنية ماليزية، ولدت في 9 يوليو 1981 في سراوق في ماليزيا.